# Norman Cleaveland
Norman Cleaveland (Oakland, Kalifornia, 1901. április 4. – Santa Fe, Új-Mexikó, 1997. június 8.) olimpiai bajnok amerikai rögbijátékos.
A Stanford Egyetem csapatában játszott rögbit és amerikai futballt. Az 1924. évi nyári olimpiai játékokon az amerikai rögbicsapatban játszott és olimpiai bajnok lett.
Két könyvet írt élete során, melyek sikeresek lett.